# Seitenhain (Wechselburg)
Seitenhain ist ein Ortsteil der Gemeinde Wechselburg im sächsischen Landkreis Mittelsachsen. Der Ort wurde am 6. April 1972 nach Nöbeln eingemeindet, mit dem er am 1. Januar 1994 zur Gemeinde Wechselburg kam.

## Geographie

### Geographische Lage und Verkehr
Seitenhain liegt im Südosten der Gemeinde Wechselburg am Höselbach, einem Zufluss der Zwickauer Mulde. Westlich des Orts befindet sich die Mündung der Chemnitz in die Zwickauer Mulde. Dort treffen auch die Trassen der stillgelegten Bahnstrecken Glauchau–Wurzen (Muldentalbahn) und Wechselburg–Küchwald (Chemnitztalbahn) aufeinander. Östlich von Seitenhain befindet sich die Bundesstraße 107.

### Nachbarorte
|            | Nöbeln                                      |             |
| Hartha     | Kompassrose, die auf Nachbargemeinden zeigt | Göppersdorf |
| Göritzhain | Wiederau                                    |             |

## Geschichte
Das Waldhufendorf Seitenhain wurde im Jahr 1182 als Sigebotenhagen erwähnt. Der Ortsname hat die Bedeutung „von Wald umgebender Ort Sigebots“. Seitenhain gehörte zu dem Rodungsgebiet, das 1174 dem Kloster Zschillen zugewiesen wurde. Allerdings könnte die Gründung des Ortes auch schon früher erfolgt sein. Ursprünglich gehörte der Ort zum Besitz des Klosters Zschillen. Dieses kam im Jahr 1543 mit dem gesamten Besitz an Herzog Moritz von Sachsen, der es umgehend säkularisierte und an die Herren von Schönburg gegen die Orte Hohnstein, Wehlen und Lohmen in der heutigen Sächsischen Schweiz vertauschte. Daher kam für den Ort und die Klosteranlage der Name Wechselburg auf. Seitdem wurde Seitenhain als Amtsdorf der schönburgischen Herrschaft Wechselburg geführt, welche den Herren von Schönburg unter wettinischer Oberhoheit gehörte. Kirchlich gehört Seitenhain seit jeher zu Wechselburg.
Im Rahmen der administrativen Neugliederung des Königreichs Sachsen wurde Seitenhain als Teil der schönburgischen Lehnsherrschaft Wechselburg im Jahr 1835 der Verwaltung des königlich-sächsischen Amts Rochlitz unterstellt. Im Jahr 1856 kam Seitenhain zum Gerichtsamt Rochlitz und 1875 an die neu gegründete Amtshauptmannschaft Rochlitz.
Durch die zweite Kreisreform in der DDR im Jahr 1952 wurde die Gemeinde Seitenhain dem Kreis Rochlitz im Bezirk Chemnitz (1953 in Bezirk Karl-Marx-Stadt umbenannt) angegliedert. Am 6. April 1972 erfolgte die Eingemeindung von Seitenhain nach Nöbeln, mit dem der Ort seit 1990 zum sächsischen Landkreis Rochlitz gehörte. Dieser ging 1994 im Landkreis Mittweida bzw. 2008 im Landkreis Mittelsachsen auf. Am 1. Januar 1994 erfolgte die Eingemeindung von Nöbeln mit seinen vier Ortsteilen nach Wechselburg, wodurch Seitenhain seitdem ein Ortsteil von Wechselburg ist.